# Neuvy-le-Barrois
Neuvy-le-Barrois è un comune francese di 162 abitanti situato nel dipartimento del Cher, nella regione del Centro-Valle della Loira.

## Società

### Evoluzione demografica
Abitanti censiti